# Baśń z przeszłości
Baśń z przeszłości (tytuł oryginalny: Përrallë nga e kaluara) – albański film fabularny z roku 1987 w reżyserii Dhimitra Anagnostiego, na motywach powieści Andona-Zako Çajupiego – 14 vjeç dhëndërr (14-letni pan młody).

## Opis fabuły
Akcja filmu rozgrywa się w XIX w., w jednej ze wsi albańskich. Zgodnie z wolą rodziców zostaje zaaranżowane małżeństwo 14-letniego Gjino i 20-letniej Marigo. Naiwny i przestraszony sytuacja Gjino zgadza się na ślub, ale Marigo, która kocha Trimiego próbuje różnymi metodami uniknąć nieszczęśliwego mariażu. Ostatecznie uda się jej postawić na swoim.
Film realizowano w okolicach Gjirokastry.

## Obsada
- Elvira Diamanti jako Marigo
- Xhevdet Ferri jako Trimi
- Zef Mosi jako Maliq
- Robert Ndrenika jako Vangjel
- Hajrie Rondo jako Tana
- Admir Sorra jako Gjino
- Mehdi Malkaj jako wiejski głupek Milo
- Xhemil Tagani jako wiejski duchowny Sotir
- Mimika Luca jako matka Marigo
- Mira Minga jako Kotja
- Margo Arseni jako Kore
- Agron Mema jako Dashnor
- Birçe Hasko jako jeden z biesiadników na weselu
- Aristotel Stefani

## Nagrody i wyróżnienia
Scenariusz filmu został wyróżniony w 1988 nagrodą Aleksandra Moisiu. W 1990 film uzyskał II nagrodę na Festiwalu Filmów Albańskich w Tiranie. 